# Violences antisémites en Pologne en 1944-1946
Des violences antisémites en Pologne en 1944-1946 précèdent et suivent la fin de la Seconde Guerre mondiale et affectent l'histoire des Juifs du pays ainsi que leurs relations avec la Pologne. Ces massacres ont pour cadre une phase de violence et d'anarchie dans l'ensemble du pays, qui procède de l'absence d'État de droit qui y règne ainsi que des affrontements de la résistance anticommuniste s'opposant à la prise de pouvoir des communistes avec la complicité de l'Union Soviétique (en),. Les estimations sur le nombre de victimes juives varient selon les sources et comptent jusqu'à 2 000 personnes. Les Juifs représentent entre 2 % et 3 % du nombre total de victimes des violences d'après-guerre en Pologne,,, y compris les Juifs polonais qui sont parvenus à éviter la Shoah sur les territoires annexés par l'Union soviétique et qui sont revenus après la rectification des frontières (en) imposée par les Alliés pendant la conférence de Yalta,. Ces violences antisémites vont de l'agression individuelle au pogrom collectif.
Ces violences et leurs causes ont fait l'objet d'une politisation intense. L'historien polonais Lukasz Krzyzanowski estime qu'attribuer des motivations antisémites à tous les agresseurs ou, au contraire, ramener toutes ces violences antisémites à des actes de criminalité ordinaire forment, dans les deux cas, des approches réductrices ; toutefois, dans maints cas, « la judéité des victimes était, sans conteste, la principale — voire la seule — cause de ces crimes ». Des dizaines de milliers de personnes sont tuées pendant la guerre civile en Pologne, qui dure deux ans, mais aussi en raison de l'anarchie et de la misère qui règnent dans le pays. Au nombre des victimes juives de violences contre le nouveau gouvernement figurent de nombreux fonctionnaires du régime stalinien, assassinés par les « soldats maudits » du mouvement anticommuniste clandestin en raison de leur obédience politique,. Jan T. Gross remarque que « seule une fraction des décès [de personnes juives] est imputable à l'antisémitisme ». L'amertume que nourrissaient certains Polonais contre les Juifs revenus au pays reposait en partie sur l'inquiétude à la perspective qu'ils allaient requérir la restitution de leurs biens.

## Contexte

### Requêtes sur les restitutions de biens immobiliers
Une loi de restitution « sur les propriétés immobilières abandonnées », datée du 6 mai 1945 permet aux propriétaires expropriés, ou à leurs familles et héritiers, qu'ils résident en Pologne ou ailleurs, de récupérer les biens privés via une procédure d'héritage simplifiée. Cette loi reste en vigueur jusqu'à fin 1948. Une procédure judiciaire aux frais réduits est instaurée pour régler les requêtes. Les tribunaux devaient examiner les dossiers sous 21 jours et de nombreuses requêtes sont traitées le jour même de leur dépôt. Le gouvernement communiste adopte une législation sur les « biens abandonnés » en établissant des limitations strictes sur l'héritage ; celles-ci ne figuraient pas dans les lois d'avant-guerre, qui autorisaient les parents du second degré à hériter. La nouvelle réglementation ne permet la transmission des biens qu'aux propriétaires d'origine ou aux héritiers directs. Une loi de 1946 abroge les décrets de 1945 et instaure une date butoir au 31 décembre 1947 pour déposer une requête (cette disposition est ensuite prolongée jusqu'au 31 décembre 1948) ; au-delà de cette date, les biens reviennent à l'État polonais. Même si certains Juifs récupéraient le contrôle légal théorique de leurs biens immobiliers, il était nécessaire d'entreprendre de longues démarches si des Polonais occupaient les lieux. La majorité des plaignants juifs n'a pas les moyens de déposer un recours sans bénéficier d'une aide financière pour acquitter les frais de dossier et de justice et les droits de succession.
Un grand nombre de biens immobiliers appartenant à des Juifs ne sont pas revendiqués parce que certains requérants sont assassinés quand ils cherchent à recouvrer les biens familiaux et aussi parce que la plupart d'entre eux ont quitté la Pologne d'après-guerre. Ces meurtres, dont les estimations sont variables, dissuadent d'autres Juifs de déposer des requêtes. Les biens non revendiqués ayant appartenu à des Juifs deviennent propriété de l'État polonais au 31 décembre 1948 mais de nombreux Juifs qui avaient fui en Union soviétique ne sont rapatriés qu'ultérieurement. La législation polonaise de 1947 encadre sévèrement la succession en l'absence de testament et restreint l'accès à l'héritage de parents éloignés. Les Juifs qui sont rentrés en Pologne depuis l'Union soviétique et qui se sont implantés sur les territoires que la Pologne a gagnés sur l'Allemagne peuvent prétendre à une compensation matérielle au même titre que les Polonais déplacés depuis l'Est de la Polone. Même s'il est délicat d'avancer des estimations sur le nombre de Juifs qui ont recouvré leurs biens, il est vraisemblable qu'ils étaient rares.

### Survivants de la Shoah et personnes rapatriées
Les survivants juifs polonais de la Shoah revenus chez eux se confrontaient à la crainte d'être la cible d'agressions, de vols et même de meurtre aux mains de certains membres de la société,. La situation se complique encore davantage par le fait que les survivants juifs revenus d'URSS sont plus nombreux que ceux qui ont survécu à l'occupation de la Pologne, ce qui conduit à la construction de stéréotypes selon lesquels les Juifs seraient responsables de l'établissement imposé d'un régime totalitaire en Pologne stalinienne.
Des membres de l'ancien Parti communiste de Pologne (KPP) reviennent d'URSS dans la position de hauts responsables du nouveau régime. Parmi eux se trouve un contingent très visible de Polonais d'origine juive, qui s'investissent activement dans le Parti ouvrier polonais / Parti ouvrier unifié polonais et au ministère de la Sécurité publique, dont Hilary Minc, troisième dans la hiérarchie du Bolesław Bierut, et Jakub Berman, chef des services de la Sécurité de l'État ; tous deux sont considérés comme les principaux instruments de Staline entre 1944 et 1953. La proportion de personnes juives dans l'appareil répressif du Bolesław Bierut est nettement plus élevée que celle de la population polonaise en général. Certains auteurs formulent l'hypothèse que Staline a délibérément placé certains d'entre eux à la tête d'opérations de répression politique (voir : le général Roman Romkowski, le directeur du bureau spécial Anatol Fejgin et d'autres) pour entraîner Juifs et Polonais « sur une trajectoire de collision ». Une analyse de l'Institut de la mémoire nationale montre qu'entre 1944 et 1954, sur 450 personnes aux commandes du ministère, 37,1 % (167) étaient juives. Les journaux du mouvement anticommuniste clandestin les tiennent pour responsables des meurtres d'opposants polonais au nouveau régime.

### Résistance anticommuniste armée
Alors que l'Ouest célèbre la victoire sur le Troisième Reich, en mai 1945 les partisans polonais s'en prennent aux bureaux régionaux du PUBP, de la MO (police communiste de l'État), de l'UB et du NKVD où travaillent de nombreux fonctionnaires juifs. Dans la seule ville de Lublin, jusqu'à 80 % des agents et 50 % des miliciens, sont Juifs ; en Silésie, ils représentent 75 % des agents. Selon les estimations d'Eisenstein, 90 % des fonctionnaires juifs du bureau de la Sécurité d'État à Katowice changent de nom et adoptent des patronymes polonais après le 10 novembre 1945 dans un souci d'anonymat,. En mai 1945, les bureaux de la sécurité publique sont détruits par le mouvement anticommuniste clandestin à Krasnosielc et à Annówka (1er mai), à Kuryłówka (7 mai), à Grajewo et Białystok (9 mai), à Siemiatycze et à Wyrzyki (11 mai), à Ostrołęka et Rembertów (18-21 mai), à Biała Podlaska (21 et 24 mai), à Majdan (en) (forêt de Białowieża, 28 mai), à Kotki (Busko-Zdrój) (28 mai). Les prisonniers politiques sont libérés — parfois par centaines, voire davantage (voir : l'attaque à Rembertów (en)) — dont beaucoup sont ensuite recapturés et assassinés. Les atteintes aux droits humains et les abus de pouvoir commis par le ministère ne font que renforcer les sentiments antisémites en Pologne, qui se cumulent au stéréotype du Żydokomuna parmi les Polonais ordinaires qui, en général, se montrent hostiles aux communistes et aux soviétiques. Certains hauts responsables de l'Église catholique romaine formulent aussi des accusations contre les Juifs en déclarant qu'ils soutiennent le régime communiste et représentent une menace pour la Pologne.
Les conditions de la conférence de Yalta autorisent Staline à rapatrier de force les réfugiés juifs, de même que tous les citoyens soviétiques, depuis les camps de personnes déplacées jusqu'en URSS « sans tenir compte de leurs souhaits personnels ». Les anciens ressortissants polonais, qui forment le deuxième plus grand groupe de réfugiés à l'Ouest, n'avaient même pas commencé à rentrer avant fin 1946. Les camps de déplacés juifs polonais (25 % du total de tous les déplacés début 1947) sont déclarés hors du champ des rapatriements — ce qui est en partie dû aux pressions des États-Unis — ce qui force le gouvernement britannique à ouvrir les frontières de la Palestine mandataire. Au printemps 1947, le nombre de Juifs en Pologne — dont beaucoup arrivent d'URSS — décline : il est passé de 240 000 à 90 000 personnes, ce qui reflète à la fois leur migration massive et l'absence de communauté juive en Pologne après la Shoah. Leur « fuite » (Berih'ah) est motivée par la guerre civile qui embrase les terres polonaises ainsi qu'aux efforts d'un puissant lobby juif polonais au sein de l'agence juive qui cherche à améliorer la qualité de vie et les privilèges des immigrants venus de Pologne. Yitzhak Raphael, directeur du service de l'immigration — qui milite en faveur des réfugiés polonais — insiste sur le traitement préférentiel qui doit leur être réservé en Israël.

## Accusations de crime rituel
Des émeutes ou incidents antisémites sporadiques naissent avec la propagation d'accusations fallacieuses de crime rituel contre certains Juifs dans des villes polonaises, comme Cracovie, Kielce, Bytom, Białystok, Bielawa, Częstochowa, Legnica, Otwock, Rzeszów, Sosnowiec, Szczecin, Tarnów,,. Des violences antisémites sont aussi recensées dans des villages et de petites localités de Pologne centrale, où se produit l'écrasante majorité des agressions,. D'après Szaynok, les auteurs de ces actes antisémites sont rarement punis. Le pogrom de Cracovie, le 11 août 1945, est la première émeute antisémite en Pologne après la guerre et provoque la mort par balles de Róża Berger qui se cachait des forces de sécurité derrière des portes closes. Un agent tire un seul coup sur le mécanisme du verrou, qui se désagrège sous l'impact tandis que la balle sur sa trajectoire jusqu'à Berger. L'attaque est la conséquence immédiate d'une rumeur, propagée par un jeune voyou (qui a plus tard déclaré que des tiers l'y avaient poussé), selon laquelle des cadavres d'enfants chrétiens étaient dissimulés à la synagogue Kupa,. Au cours de l'émeute, les Juifs sont victimes d'agressions à Kazimierz et dans d'autres quartiers de la Vieille Ville. Des émeutiers mettent le feu à la synagogue Kupa. Au total, les autorités arrêtent 145 suspects, dont 40 miliciens et six soldats de l'armée clandestine. En septembre et en octobre 1945, vingt-cinq suspects sont accusés et dix sont condamnés à l'emprisonnement.

### Pogrom de Kielce
Le pogrom de Kielce (dont les causes restent très polémiques) éclate à Kielce le 4 juillet 1946. Une rumeur circule : un garçon polonais aurait été enlevé par des Juifs avant de réussir à s'échapper et les Juifs auraient commis des crimes rituels sur d'autres enfants polonais ; ces racontars entraînent une réaction violente dans la population contre le Centre juif. D'après Szaynok, ces attaques sur les habitants juifs de Kielce émanent d'unités de la milice communiste ainsi que de l'armée polonaise (sous contrôle soviétique), qui a confirmé l'histoire de l'enlèvement. La police et les soldats sont aussi les premiers à ouvrir le feu sur les Juifs, selon le même auteur.
Le pogrom provoque l'assassinat de 42 personnes et environ 50 personnes sont grièvement blessées,, même si le nombre de victimes ne reflète pas l'effet des atrocités commises. Le pogrom de Kielce est un évènement charnière dans l'histoire des Juifs polonais après la guerre, d'après Michael R. Marrus ; en effet, le mouvement sioniste clandestin conclut que les Juifs n'ont aucun avenir en Europe. Peu après, le général Spychalski signe un décret qui autorise les Juifs à quitter le pays sans visa ni permis de sortie et l'émigration des Juifs connaît une hausse marquée. En juillet 1946, près de 20 000 Juifs quittent la Pologne. En septembre, le pays ne compte plus que 12 000 Juifs. La Grande-Bretagne exige que la Pologne (entre autres pays) mette fin à l'exode des Juifs mais ces pressions n'ont guère produit d'effets.
Peu après le pogrom de Kielce, les violences contre les Juifs de Pologne s'éteignent entièrement.

## Conséquences

### Bilan humain
David Engel, pour le compte de Yad Vashem, compile un recueil statistique des « morts de personnes juives par la violence pour lesquelles il existe des archives encore traçables, par mois et par province ». Cette analyse remonte à un rapport de Lucjan Dobroszycki (en) en 1979 : il y écrit qu'il a « analysé les archives, les rapports, les télégrammes, les protocoles et les coupures de presse sur cette période et qui concernent les agressions et les meurtres antisémites dans 115 localités », qui documentent environ 300 morts.
Plusieurs historiens, comme Antony Polonsky (en) et Jan T. Gross reprennent les statistiques du rapport de 1973. Dobroszycki écrit que, « d'après les estimations générales, 1 500 Juifs sont morts en Pologne entre la libération et l'été 1947 », même si l'historien Jan Gross, en citant Dobroszycki, annonce que seule une partie de ces décès est imputable à l'antisémitisme et que la majorité provient du désordre général qui règne après-guerre, de la violence politique et du banditisme. David Engel note que Dobroszycki « n'a proposé aucune référence pour ses "estimations générales", qui "n'ont été confirmées par aucune autre recherche" et qu'il "n'existe pas de preuve textuelle du nombre avancé" ». D'après Engel, « les deux estimations semblent élevées ». D'autres estimations viennent d'Anna Cichopek, qui annonce que plus de 1 000 Juifs sont assassinés en Pologne entre 1944 et 1947. Stefan Grajek déclare qu'environ 1 000 Juifs sont morts pendant la première moitié de l'année 1946. L'historien Tadeusz Piotrowski pense qu'entre 1944 et 1947, les victimes juives représentent environ 1 500 à 2 000 personnes en raison du conflit civil généralisé qui accompagne la consolidation du pouvoir soviétique, soit entre 2 % et 3 % du nombre total de victimes des violences d'après-guerre dans le pays.
Dans son études pour Yad Vashem Studies, l'historien de la Shoah David Engel écrit : « [Dobroszycki] ne produit pas les résultats de cette analyse, sauf dans des termes très généraux, et il n'indique pas non plus à partir de quelles sources précises il a compilé cette liste de victimes. Néanmoins, un examen séparé et systématique des documents pertinents dans les archives du ministère polonais de l'administration publique, conjugué aux rapports rédigés par l'ambassade des États-Unis à Varsovie et aux sources de la communauté juive en Pologne, ainsi que des bulletins publiés par le Comité central des Juifs polonais et l'Agence télégraphique juive, soutiennent la crédibilité des déclarations de Dobroszycki : la conclusion montre des descriptions plus ou moins détaillées de 130 incidents dans 102 localités entre septembre 1944 et septembre 1946, où 130 personnes juives ont perdu la vie ».
En étudiant les archives de ces incidents, Engel observe que la compilation n'est pas exhaustive, laissant entendre que les affaires de violences antisémites faisaient l'objet de signalements et d'archivages sélectifs et qu'il n'existait aucun dispositif centralisé et systématique pour enregistrer ces agressions. Il cite de nombreux rapports secondaires de meurtres contre des Juifs sur lesquels aucun rapport officiel n'a été retrouvé. Engel conclut que ces statistiques présentent des « fragilités évidentes » et que les rapports détaillés ayant permis de les compiler présentent des carences flagrantes ; en outre, les données manquent pour la région de Białystok. Ainsi, Engel cite une source indiquant un total de 108 décès dans la communauté juive en mars 1945 et une autre source, qui montre 351 décès entre novembre 1944 et décembre 1945.

### Émigration
L'émigration des Juifs depuis la Pologne a bondi, en partie à cause de ces violences mais aussi parce que la Pologne était le dernier pays du bloc de l'Est qui autorise l'émigration des Juifs vers la Palestine mandataire (aliyah). Par opposition, l'Union soviétique (URSS) a rapatrié les Juifs soviétiques depuis les camps de personnes déplacées vers l'URSS sans tenir compte de leur choix. Le flot ininterrompu de personnes s'intensifie aux frontières polonaises, comptant de nombreux Juifs qui traversent le pays vers l'Ouest ou vers le Sud. En janvier 1946, le Comité central des Juifs en Pologne (CKŻP) recense 86 000 survivants. À la fin de l'été, ce nombre s'élève a une fourchette comprise entre 205 000 et 210 000 personnes (240 000 personnes recensées dont plus de 30 000 doublons). Environ 180 000 de ces réfugiés viennent l'Union soviétique après les accords de rapatriement. La plupart sont partis sans visas ni permis de sortie grâce à un décret du général Marian Spychalski,. À la fin du printemps 1947, il ne reste plus que 90 000 résidents juifs en Pologne,,.